# Šmartin na Teholici
Šmartin na Teholici (nemško St. Martin am Techelsberg) je naselje v Občini Teholica v Okraju Celovec-dežela na Koroškem v Avstriji.